# Lignină
Lignina este un component al lemnului, fiind al doilea după celuloză, de care este relativ greu de separat. Este componenta principală a peretelui celular, mai ales a traheidelor, xilemului și sclereidelor. Din punct de vedere chimic este un derivat fenolic. În decursul fabricării hârtiei prin procedeul chimic, lignina se separă cu ajutorul unui amestec dizolvant.

## Rol
Asigură rezistența peretelui celular, soliditatea crescând considerabil, elasticitatea este micșorată, dar rămân permeabili pentru sevă. Are și rol în apărarea față de diferiți agenți patogeni. 

## Structură și biosinteză

Cei trei monomeri sun transformați la nivelul citosolilor în glucozide, formă care le mărește solubilitatea în apă și le reduce toxicitatea

Lignina este de fapt un polimer , format din 3 tipuri de monomeri: 
- Alcoolul para cumarilic
- Alcoolul coniferilic
- Alcoolul sinapic